# Tupy Futebol Clube
Il Tupy Futebol Clube, noto anche semplicemente come Tupy, è una società calcistica brasiliana con sede nella città di Crissiumal, nello stato del Rio Grande do Sul.

## Storia
Il club è stato fondato il 1º maggio 1949. Ha terminato al secondo posto nel Campeonato Gaúcho Série B nel 1969, quando venne sconfitto dal Três Passos. Il Tupy ha vinto il Campeonato Gaúcho Série B nel 2013.

## Palmarès

### Competizioni statali
- Campeonato Gaúcho Série B: 1

2013